# اريك ماكليلان
اريك ماكليلان (6 أبريل 1993 في الولايات المتحدة - ) (بالإنجليزية: Eric McClellan)‏ هو لاعب كرة سلة أمريكي في مركز مدافع مسدد الهدف. لعب مع Gonzaga Bulldogs men's basketball ‏.

## وصلات خارجية
- اريك ماكليلان على موقع كرة السلة الأوروبية.كوم (الإنجليزية)
- اريك ماكليلان على موقع كلية كرة السلة في سبورتس رفرنس.كوم (الإنجليزية)
- اريك ماكليلان على موقع ريلجم (الإنجليزية)
- اريك ماكليلان على موقع بروبوليرز (الإنجليزية)
- اريك ماكليلان على موقع سبورتس رفرنس (الإنجليزية)